# Jack Hobbs (football)
Pour les articles homonymes, voir Hobbs.

Jack Hobbs est un footballeur anglais né le 18 août 1988 à Portsmouth. Il joue au poste de défenseur central. 
Il est décrit par Jamie Carragher comme étant "le garçon le plus gentil sur Terre... peut-être même un peu trop."

## Carrière
Formé au club de Lincoln City, il rejoint Liverpool en 2005. Le jour de ses 17 ans, il signe son premier contrat professionnel. Durant la saison 2005-2006, il permet à son équipe de remporter la Youth Cup. Le 28 avril 2007, il est retenu pour jouer contre Portsmouth, le club de sa ville natale, mais il reste sur le banc.

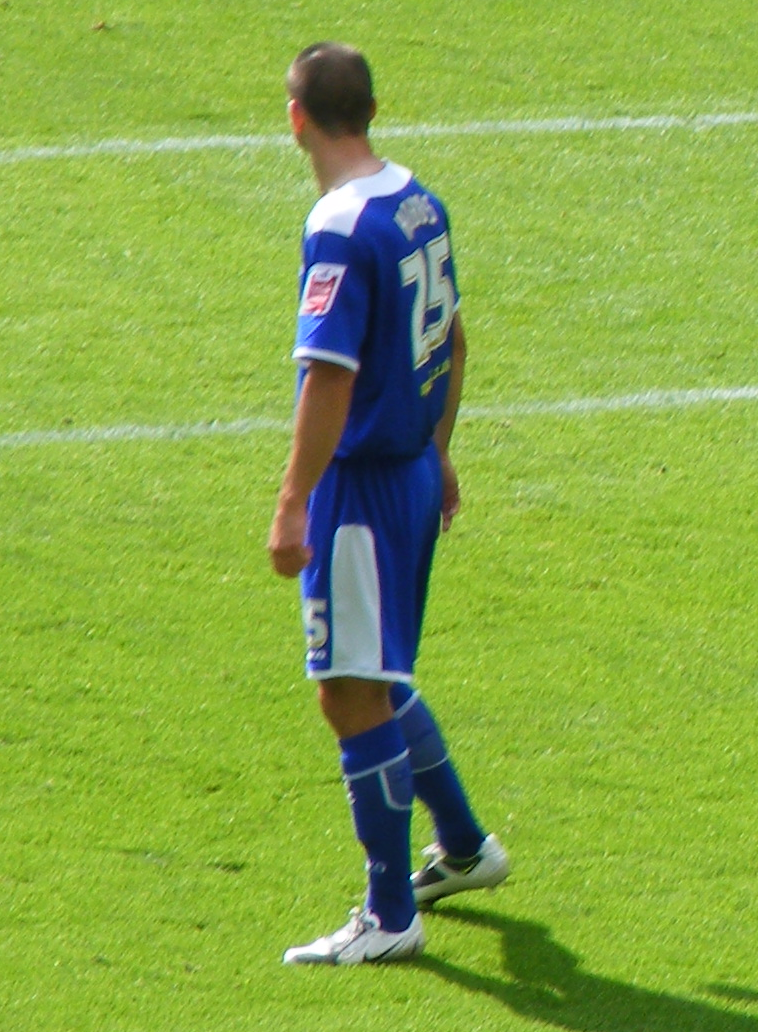

Le 2 décembre 2007, il dispute son premier match en championnat, avec Liverpool, contre Bolton, en cours de jeu, à la 51e minute, en remplacement de Jamie Carragher, blessé. Il termine le match, aux côtés de Sami Hyypiä en défense centrale. La rencontre se termine sur le score de 4-0. 
Grand espoir du Liverpool FC, il ne réussit pas cependant à s'y imposer, et après un très bon prêt à Leicester City, il s'engage en avril 2009 avec les Foxes. À l'issue d'un prêt de 4 mois à Hull City, il s'engage dans ce même club à l'issue de la saison 2010-2011.
Le 30 juillet 2018, il rejoint Bolton Wanderers.

## Palmarès
- Youth Cup
  - Vainqueur en 2006 (avec le Liverpool FC)
- League One
  - Vainqueur en 2009 (avec Leicester City)

### Distinctions personnelles
- Membre de l'équipe type de League One en 2009.